# Đá Gò Già
Đá Gò Già là một rạn san hô thuộc cụm Bình Nguyên, quần đảo Trường Sa.
Đá Gò Già là đối tượng tranh chấp giữa Việt Nam, Đài Loan, Philippines và Trung Quốc. Hiện chưa rõ nước nào thực sự kiểm soát đá này.
- Tên gọi: đá Gò Già; tiếng Anh: Pennsylvania North Reef; tiếng Trung: 阳明礁; bính âm: Yángmíng jiāo; Hán-Việt: Dương Minh tiêu.
- Đặc điểm: sâu tối thiểu 16,5 m.[2]

| đá Cỏ My đá Gò Già Ảnh vệ tinh chụp bãi Đá Bắc, bao gồm đá Cỏ My và đá Gò Già. |